# Alice Amsden

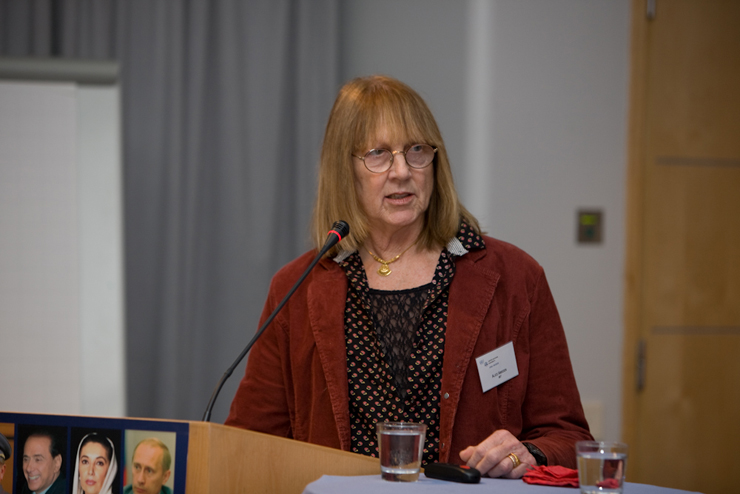
Alice Amsden

Alice Hoffenberg Amsden (* 27. Juni 1943 in Brooklyn, New York City, als Alice Hoffenberg; † 14. März 2012 in Cambridge, Massachusetts) war eine US-amerikanische Entwicklungsökonomin.

## Leben
Amsden wurde 1943 in Brooklyn geboren, ihre Schwester ist die Hochschullehrerin Myra Strober. Nach dem Abschluss der High School studierte sie an der Cornell University, bevor sie an der London School of Economics promovierte. Im Jahr 1971 nahm sie ihre erste Anstellung als Ökonomin bei der Organisation für wirtschaftliche Zusammenarbeit und Entwicklung (OECD) an. Bald begann sie, als Hochschullehrerin an renommierten US-Universitäten zu dozieren. 1994 kam sie ans Massachusetts Institute of Technology, wo sie zunächst das Ellen Swallow Richards Institute leitete, ehe sie 2000 Barton L. Weller Professor of Political Economy wurde. Daneben saß sie in verschiedenen internationalen Gremien der Entwicklungspolitik; 2009 wurde sie für drei Jahre zum Mitglied des Committee for Development Policy ernannt, einem Subgremium des Wirtschafts- und Sozialrat der Vereinten Nationen. Für ihre Arbeit, die auf dem Gebiet der Entwicklungsökonomie einflussreich war, erhielt sie 2002 gemeinsam mit Dani Rodrik den Leontief-Preis. Ihren Lehrstuhl hatte sie bis zu ihrem Tod im März 2012 inne. Sie war zweimal geschieden.
Amsdens Doktorarbeit setzte sich in einer empirisch-induktiven Herangehensweise mit der wirtschaftlichen Entwicklung Kenias auseinander und wurde 1971 unter dem Titel International Firms and Labour in Kenya, 1945–1970 publiziert. In den 1970er Jahren beschäftigte sie sich hauptsächlich mit der sogenannten late industrialisation Taiwans, in den 1980er Jahren mit jener Südkoreas. Daraus entstand 1989 ihr Hauptwerk Asia’s Next Giant über den wirtschaftlichen Aufstieg Südkoreas, das als Standardwerk für die wirtschaftliche Entwicklung Ostasiens gilt. In den 1990er Jahren kumulierte sie die Ergebnisse ihrer langjährigen Forschung hin zu einer Beschäftigung mit der Makrotheorie der wirtschaftlichen Entwicklung. Amsden identifizierte dabei drei Hauptakteure erfolgreicher wirtschaftlicher Entwicklung: nationale Firmen, Staaten und internationale Organisationen. In ihren späteren Werken The Rise of ‘The Rest’ (2001) und Escape from Empire (2007) beschrieb Amsden davon ausgehend Wege und Folgen der wirtschaftlichen Entwicklung von Nicht-Industriestaaten auf globaler Ebene.

## Veröffentlichungen
Monografien
- International Firms and Labour in Kenya, 1945–1970. Routledge, London 1971. ISBN 0-7146-2581-7.
- Asia’s Next Giant: South Korea and Late Industrialisation. Oxford University Press, Oxford 1989. ISBN 0-19-507603-6.
- mit Jacek Kochanowicz und Lance Taylor: The Market Meets its Match: Restructuring the Economies of Eastern Europe. Harvard University Press, Cambridge 1994. ISBN 0-674-54983-X.
- The Rise of ‘The Rest’: Challenges to the West from Late-Industrializing Economies. Oxford University Press, Oxford 2001. ISBN 978-0-19-513969-3.
- mit Wan-wen Chu: Beyond Late Development: Taiwan’s Upgrading Policies. MIT Press, Cambridge 2003. ISBN 978-0-262-01198-3.
- Escape from Empire: The Developing World’s Journey through Heaven and Hell. MIT Press, Cambridge 2007. ISBN 978-0-262-01234-8.

Herausgeberschaften
- The Economics of Women and Work. Penguin Books, New York 1980. ISBN 0-14-080374-2.
- mit Alisa DiCaprio und James A. Robinson: The Role of Elites in Economic Development. Oxford University Press, Oxford 2012. ISBN 978-0-19-965903-6.